# Valdemaras Valkiūnas
Valdemaras Valkiūnas (lettisch Valdemars Valkuns; * 26. August 1959 in Gajūnai, Rajongemeinde Biržai, Litauische Sozialistische Sowjetrepublik) ist ein litauischer und lettischer Unternehmer sowie Politiker, Seimas-Mitglied, von 2015 bis 2020 Bürgermeister der Rajongemeinde Biržai.

## Leben
Von 1978 bis 1980 leistete er den Sowjetarmeedienst in Rukla bei Jonava. 1992 begann er seine Geschäftstätigkeit in Lettland. Von 1992 bis 2008 war er  Präsident und Inhaber von SIA „Voldemars“, Mitinhaber des Warenzeichens „VALDO“. 2001 absolvierte er das Studium der Psychologie an der Pädagogischen Universität.
Von 2007 bis 2008 war er Mitglied im Rat von Biržai und von 2008 bis 2012 Mitglied im Seimas, ausgewählt im Wahlkreis Biržai-Kupiškis als ein unabhängiges Kandidat. 2011 war er reichstes Mitglied im Seimas. Seit November 2020 ist er Mitglied im 13. Seimas.
Von 2006 bis 2008 war er Mitglied der Lietuvos socialdemokratų partija (LSDP) und dann Vorsitzender von Respublikonų partija.
Er ist Mäzen der litauischen Mittelschule in Riga, Lettland.